# واچه پارتیزونی
واچه ظُهرابی پارتیزونی (تائوسیان) (ارمنی: Վաչե Զոհրաբի Պարտիզունի (Թադևոսյան)؛  زادهٔ ۱۵ مهٔ ۱۹۱۵ - درگذشته ۱ نوامبر ۱۹۹۷) یک تاریخ‌نگار ادبی و استاد اهل ارمنستان بود.

## زندگی‌نامه
در ۱۵ مهٔ ۱۹۱۵ در بوراستان به دنیا آمد و از دانشگاه دولتی ایروان (۱۹۴۰) فارغ‌التحصیل شد. وی در دانشگاه دولتی علوم پرورشی خاچاطور آبوویان ارمنستان فعالیت می‌کرد. وی عضو اتحادیه نویسندگان اتحاد شوروی بود. وی همچنین برنده دانشمند شایسته ارمنستان شوروی نشان برجسته افتخار شده است. وی در ۱ نوامبر ۱۹۹۷ در سن ۸۲ سالگی در ایروان درگذشت.

## یادداشت
1. ↑  բանասիրական գիտությունների դոկտոր